# ふにゃ日和
ふにゃ日和（ふにゃびより）は、オンデマンド放送のi-revoムービーICEにて動画配信されていた、トーク情報番組である。
バーチャル空間にゲストを迎え、トークやゲームを行っている。声優がキャラクターの声をあてており、声優のゲストも登場しているが、アニメ情報番組というわけではない。アイドルやグラビアモデルが主に登場している。

## 概要
- 毎週水曜日更新
- 回線速度：1Mbps　350kbps

## 出演者
- ふにゃふにゃ～（声：高本めぐみ）･･･番組進行役のネコ。脱力系のキャラクター。
- マッシュ（声：水樹奈々）･･･ふにゃふにゃ～の相棒で突っ込み役。